# Мисс Интернешнл 1975
Мисс Интернешнл 1975 (англ. Miss International 1975) — 15-й международный конкурс красоты Мисс Интернешнл. Проводился 3 ноября 1975 года в Мотобу, Япония. Победительницей стала Лидия Манич из Югославии. Примечательно, что победительница принимала также участие в конкурсе красоты Мисс Вселенная 1975, однако не добилась в нём существенных успехов.

## Финальный результат
| Финальные результаты | Участница |
| -------------------- | --- |
| Мисс Интернешнл 1975 | - Югославия — Лидия Вера Манич |
| 1-я вице-мисс        | - Финляндия — Ева Кристиина Маннерберг |
| 2-я вице-мисс        | - Индия — Индира Мария Бредемейер |
| 3-я вице-мисс        | - США — Патриция Линн Бэйли |
| 4-я вице-мисс        | - Бразилия — Лисане Гимарайнш Тавора |
| Полуфиналистки       | - Австралия — Элисон Ли Маккин - Бельгия — Лилиан Мари Уолшерс - Колумбия — Алина Мария Ботеро Лопес - Франция — Изабель Надя Крумакер - Япония — Сумико Кумагай - Республика Корея — Ли Хян-мок - Люксембург — Мартин Энн Вагнер - Нидерланды — Наннет Джоанна Ньелен - Филиппины — Джей Антонио Мерфи - Швеция — Керстин Анита Олссон |

## Участницы
- Аргентина — Грасиела Сильвия Массанес Марн
- Австралия — Элисон Ли Маккин
- Австрия — Розмарин Хольцщух
- Бельгия — Лилиан Мари Уолшерс
- Боливия — Росарио Мария дель Бланко
- Бразилия — Лисане Гимарайнш Тавора
- Великобритания — Шарон Джермин
- Канада — Норманд Жак
- Чили — Ана Мария Папич Маринович
- Колумбия — Алина Мария Ботеро Лопес
- Коста-Рика — Мария Лидиет Мора Бадилья
- Дания — Одинокий Дег Олсен
- Финляндия — Ева Кристиина Маннерберг
- Франция — Изабель Надя Крумакер
- Германия — Сигрид Силке Клозе
- Греция — Мария Цобанаки
- Гуам — Кларисса Перес Дуэнас
- Гавайи — Сандра А. Сильва
- Нидерланды — Наннет Джоанна Ньелен
- Гондурас — Лигия Иоланда Кабальеро Карденас
- Гонконг — Конни Кван Сук-Фан
- Исландия — Торбьорг Гардарсдоттир
- Индия — Индира Мария Бредемейер
- Индонезия — Яюк Рахаю Сосиавати
- Ирландия — Нуала Холлоуэй
- Италия — Сильвана Коппа
- Япония — Сумико Кумагай
- Республика Корея — Ли Хян-мок
- Ливан — Рамона Карам
- Люксембург — Мартин Энн Вагнер
- Малайзия — Дженни Тан
- Мальта — Мэри Луи Элулл
- Мексика — Маргарита Лак
- Новая Зеландия — Миранда Грейс Хилтон
- Никарагуа — Мира Баркеро Роблето
- Филиппины — Джей Антонио Мерфи
- Пуэрто-Рико — Глэдис Сальгадо Кастильо
- Сингапур — Дженни Тан Гвек Рус
- Испания — Мария Тереза Мальдонадо Валле
- Шри-Ланка — Салангшаала Джерри Ахлип
- Швеция — Керстин Анита Олссон
- Швейцария — Изабель Катрин Мишель
- Французская Полинезия — Моа Мари - Тереза Амиот
- Турция — Нур Федакар
- Уругвай — Стелла Барриос
- США — Патриция Линн Бэйли
- Венесуэла — Мария дель Кармен Ямель Диас Родригес
- Югославия — Лидия Вера Манич